# Diaporthe nomurai
Diaporthe nomurai är en svampart som beskrevs av Hara. Diaporthe nomurai ingår i släktet Diaporthe och familjen Diaporthaceae.   Inga underarter finns listade i Catalogue of Life.